# Gagea polymorpha
Gagea polymorpha är en liljeväxtart som beskrevs av Pierre Edmond Boissier. Gagea polymorpha ingår i Vårlökssläktet och i familjen liljeväxter. Inga underarter finns listade.